# جبل حلاوة
جبل حلاوة (بالعبرية: הר סנאים‏) أو تل حفور، أو تل حلاوة، هو موقع أثري يقع على قمة بالقرب من جبل الشيخ في الجزء الذي تحتله إسرائيل من مرتفعات الجولان، 15 كيلومتر (9.3 ميل) شمال شرق كريات شمونة و4 كيلومتر (2.5 ميل) من بانياس.

## تاريخ
ويضم الموقع معبدًا ومستوطنة رومانية ضمت إلى مجموعة معابد جبل الشيخ. كما عثر على أنقاض معبد يوناني قديم ثانٍ في مكان قريب منه. يضم المعبد الروماني مذبحًا منحوتًا بنقش هيليوس، إله الشمس. نحت الضريح من حجر الأساس الصلب. تبلغ مساحة المستوطنة حوالي 5,000 متر مربع (0.50 ها). وعثر على نقوش يونانية قديمة مختلفة في الموقع. أحد النقوس الموجودة على المذبح يدعو الآلهة العظام إلى خلاص الإمبراطور هادريان. ومن بين الاكتشافات الأخرى خطام لحيوان من البازلت وخاتم من النحاس مزين بصورة حورية البحر. وعثر على العديد من العملات المعدنية التي تعود إلى العصرين البيزنطي والمملوكي. يُقترح أن يكون المجمع موقعًا للعبادة أو حديقة جنائزية ومقارنته بالأماكن المرتفعة المذكورة في سفر الملوك.